# سد باباحیدر
سد باباحیدر (غدیر باباحیدر) سدی در غرب شهر باباحیدر شهرستان فارسان استان چهارمهال و بختیاری است. این سد از نوع سنگریزه‌ای با هسته رسی بر روی رودخانه سراب می‌باشد.
کار ساخت این سد با گنجایش دریاچه ۱۴٫۵ میلیون متر مکعب در تیر ماه سال ۱۳۸۷ آغاز شد و قرار بود در سال‌های ۹۱ و ۹۲ مورد بهره‌برداری قرار گیرد ولی به دلیل فراز و نشیب‌های مختلف از جمله مشکل اصلی تخصیص قطره چکانی اعتبار لازم، کار ساخت به مدت بیش از یک دهه تقریباً راکد بود و بالاخره در آبان سال ۱۴۰۲ این سد آبگیری شد.

## اهداف ساخت سد
هدف از ساخت سد تأمین آب شرب و صنعت، تأمین آب مورد نیاز زمین‌های کشاورزی پایاب حوضه به میزان یک هزار و ۴۵۰ هکتار و ذخیره‌سازی و تنظیم آب رودخانه سراب است. سد مخزنی باباحیدر قرار است آب شرب مردم شهرستان فارسان را تأمین کند.

## مشخصات سد
منبع اصلی آب سد باباحیدر از ۲ سرشاخه سراب و بردی است که اکثر آورد آب از طریق شاخه سراب است که از طریق چشمه‌ای به همین نام تغذیه می‌شود.
سد بالاحیدر از نوع سنگریزه‌ای با هسته رسی است که دارای ۶۸ متر ارتفاع از بستر رود، ۶۲۴ متر طول تاج سد و ۱۲ متر ارتفاع سد می‌باشد.